# 34기 국수전

### 참가자격
- 한국기원 소속 전문기사

### 대국방법
- 제한시간 : 예선 및 본선 3시간 ,도전자결정전 4시간, 도전 5번기 5시간
- 덤 : 5집반(0.5집승)

## 대국 결과
| 대진     | 연도   | 대국일자  | 승자        | 패자        | 결과             | 기보 |
| -------- | ------ | --------- | ----------- | ----------- | ---------------- | ---- |
| 도전 1국 | 1990년 | 9월 7일   | 이창호 四단 | 조훈현 九단 | 239수 백 2집반승 |      |
| 도전 2국 | 1990년 | 9월 27일  | 이창호 四단 | 조훈현 九단 | 217수 흑 6집반승 |      |
| 도전 3국 | 1990년 | 10월 10일 | 이창호 四단 | 조훈현 九단 | 227수 백 4집반승 |      |
| 도전 4국 | 1990년 | 월 일     |             |             |                  |      |
| 도전 5국 | 1990년 | 월 일     |             |             |                  |      |